# Ampelisca bouvieri
Ampelisca bouvieri is een vlokreeftensoort uit de familie van de Ampeliscidae. De wetenschappelijke naam van de soort is voor het eerst geldig gepubliceerd in 1912 door Chevreux.